# Henan University of Science and Technology
Die Henan-Universität für Wissenschaft und Technologie ist eine Universität in der Stadt Luoyang in der Provinz Henan, China. Sie wurde ursprünglich 1952 als Luoyang Institut für Technologie gegründet. Im Jahr 2002 gründeten das Henan Provinzparteikomitee und die Provinzregierung die Henan-Universität für Wissenschaft und Technologie als umfassende Universität mit einem Schwerpunkt auf Ingenieurwissenschaften, um die Struktur der Hochschulbildung in der Provinz zu optimieren. Sie ist eine von drei umfassenden Universitäten in der Provinz Henan, neben der Zhengzhou-Universität in der Provinzhauptstadt Zhengzhou und der Henan-Universität in Kaifeng.

## Historische Entwicklung
Im März 2002 wurde die Henan-Universität für Wissenschaft und Technologie durch die Fusion des früheren Luoyang Instituts für Technologie, des Luoyang Medizinischen Colleges und des Luoyang Landwirtschaftlichen Höheren Colleges gegründet. Das Luoyang Institut für Technologie, gegründet 1952, war eine der frühesten Hochschulen für grundständige Bildung in der Provinz Henan. Das Luoyang Medizinische College wurde 1958 gegründet, das Luoyang Landwirtschaftliche Höhere College im Jahr 1975.

### Luoyang Institut für Technologie
- Am 7. August 1952 gründete das Erste Maschinenbauamt der Zentralregierung der Volksrepublik China die Beijing Traktorenindustrie Schule, die zunächst in einer christlichen Kirche namens Chongwenmen-Kirche, Hougou Hutong 2, Chongwenmen, Dongcheng Bezirk, Peking, untergebracht war. Die Schule, geleitet von der Automobilindustrieverwaltung, nahm im Gründungsjahr 200 Studenten auf und bot vier Hauptfächer an: Traktortechnik, Maschinenbearbeitung, Gießen und Schmieden.

- Am 1. August 1953 wurde die Schule gemäß Dokument 493 des Ministeriums für Industrie und Bildung nach Dingzhi, Hongqiao Bezirk, Tianjin, verlegt und mit der Tianjin Automobilindustrie Schule zur Tianjin Automobil-Traktor Industrie Schule fusioniert. Ende Dezember 1953 wurde sie in Tianjin Anhänger Fertigung Schule umbenannt und spezialisierte sich auf Traktorfertigung und Metallbearbeitung.

- Am 20. April 1956 wurde die Schule in „Tianjin Maschinenfertigung Schule der Ersten Maschinenbauindustrie“ umbenannt und es wurden Pläne zur Errichtung einer neuen Traktorfertigungsschule in Luoyang gemacht. Im Sommer 1956 wurden die Traktorfertigung-Studenten an den neuen Standort in Luoyang verlegt, und das Studienangebot wurde auf Metallbearbeitung, Werkzeugherstellung und Maschinenreparatur und -installation angepasst.

- Im April 1956 wurden die Studiengänge Traktoren und Landmaschinen sowie deren Lehrmaterialien und -ausrüstung an die Luoyang Traktorfertigung Schule übergeben.

- Im August 1956 schrieb die Luoyang Traktoren Schule 713 Studenten aus der Provinz Henan ein und hielt ihre Eröffnungszeremonie am 14. September ab. Sie wurde effektiv vom Ministerium für Maschinenbauindustrie verwaltet.

- Am 30. August 1958 wurde das Luoyang Institut für Technologie offiziell auf der Grundlage der Luoyang Traktorfertigung Schule gegründet.

- Im September 1959 wurde die Institution vom Ministerium für Landmaschinen der Volksrepublik China umbenannt.

- Am 28. Juni 1960 wurde sie zur Luoyang Akademie für Landmaschinen (Luoyang Akademie für Landmaschinen) und am 25. August 1982 erhielt sie ihren ursprünglichen Namen, Luoyang Institut für Technologie, zurück.

- Am 30. August 2002 wurden das Luoyang Institut für Technologie, das Luoyang Medizinische Höhere College und die Luoyang Landwirtschaftliche Höhere Wissenschaften zur Henan-Universität für Wissenschaft und Technologie fusioniert. Der ehemalige Premierminister des Staatsrates, Li Keqiang (damals Gouverneur der Volksregierung der Provinz Henan), überreichte persönlich die offizielle Plakette an die Universität.[3]

### Luoyang Medizinisches College
- Das Luoyang Medizinische College wurde 1958 gegründet.
- 1962 wurde ein Teil davon in die Luoyang Gesundheitsschule der Provinz Henan umgewandelt, die 1970 in Luoyang Bezirksgesundheitsschule umbenannt wurde. *1978 wurde sie zum Luoyang Medizinischen College aufgewertet und 1992 in Luoyang Medizinisches Höheres College umbenannt.
- 1996 wurde das Mikrochirurgische Forschungsinstitut der Provinz Henan in das Luoyang Medizinische College integriert.

Luoyang Landwirtschaftliches Höheres Fachschule
- Gegründet 1975 als Yuetan Landwirtschaftliche Hochschule, wurde sie 1978 zur Westlichen Henan Landwirtschaftlichen Hochschule umstrukturiert und 1992 in Luoyang Landwirtschaftliches Höheres College umbenannt.

## Campus
Das Lehr- und Forschungssystem der Universität ist hochentwickelt. Derzeit betreibt die Henan-Universität für Wissenschaft und Technologie zwei Campus: Kaiyuan und Xiyuan. Die Campus erstrecken sich über eine Gesamtfläche von 4.100 Acres, wobei die Baufläche der Schulgebäude insgesamt 1,59 Millionen Quadratmeter beträgt. Die Universität umfasst 11 Fakultäten, 6 Abteilungen, 27 Hochschulen und 2 zusätzliche spezialisierte Hochschulen und betreut über 48.000 Vollzeitstudenten, darunter Undergraduate-, Postgraduate- und internationale Studenten sowie 24.000 Studenten in Weiterbildungsprogrammen. Darüber hinaus ist die Universität mit 11 Krankenhäusern verbunden und arbeitet mit 12 Lehrkrankenhäusern zusammen.

## Unterrichtsforschung
Die Henan-Universität für Wissenschaft und Technologie bietet derzeit 7 erstklassige Disziplinen mit Promotionsrecht, 1 Kategorie für berufliche Promotionsrechte und 7 Postdoktoranden-Stationen an. Die Universität verfügt zudem über 41 Masterstudiengänge mit akademischen Abschlüssen und 24 Kategorien für berufliche Masterabschlüsse. Sechs Disziplinen, darunter Ingenieurwissenschaften, Materialwissenschaften, Klinische Medizin, Agrarwissenschaften, Pflanzen- und Zoologie sowie Chemie, gehören zu den Top 1 % der Essential Science Indicators (ESI). Die Disziplinen Materialwissenschaften und Ingenieurwesen sowie Maschinenbau wurden in die „Double-First-Class“-Initiative der Provinz Henan aufgenommen. Darüber hinaus sind drei Disziplinen zu speziellen nationalen Verteidigungsdisziplinen ernannt worden, und vier Disziplinen wurden als besondere Schlüsseldisziplinen der Provinz Henan ausgewählt.